# Ludvig VII av Hessen-Darmstadt
Ludvig VII, lantgreve av Hessen-Darmstadt, född den 22 juni 1658, död den 31 augusti 1678, var en tysk furste som var regerande lantgreve av Hessen-Darmstadt under 1678.
Ludvig VII var son till lantgreve Ludvig VI av Hessen-Darmstadt och hans hustru Maria Elisabeth av Holstein-Gottorp. Under år 1678 regerade han en kort tid som lantgreve av Hessen-Darmstadt.